# Rhododendron manipurense
Rhododendron manipurense är en ljungväxtart som beskrevs av I. B. Balf. och Watt. Rhododendron manipurense ingår i släktet rododendron, och familjen ljungväxter. Inga underarter finns listade i Catalogue of Life.